# Max Whitlock
Max Whitlock, född den 13 januari 1993 i Hemel Hempstead, Storbritannien, är en brittisk gymnast.
Han tog OS-brons i herrarnas bygelhäst och OS-brons i lagmångkampen i samband med de olympiska gymnastiktävlingarna 2012 i London.
Vid olympiska sommarspelen 2016 i Rio de Janeiro tog Whitlock guldmedaljer i både fristående och bygelhäst. Han tog även en bronsmedalj i den individuella mångkampen.